# Casa Camós
Casa Camós és una obra del municipi de Tortosa (Baix Ebre) protegida com a bé cultural d'interès local.

## Descripció
És un habitatge unifamiliar que fa cantonada entre la Rambla de Catalunya núm. 19-21 i el carrer València núm. 2. Consta de planta baixa, on hi ha ubicats comerços, un pis principal d'habitació i golfes. El pis s'obre a una ampla terrassa on els dos murs posteriors que no miren directament al carrer. Al carrer s'obre mitjançant balcons d'una sola porta amb barana de ferro. Les golfes presenten un remat en forma de barana de rajola fent calats. En el xamfrà que forma les dues façanes, en el qual a la planta baixa es troba la porta principal d'accés als pisos, presenta un clos en forma de frontó triangular.
El parament del mur és de pedra vista fins a arribar a un metre aproximadament i la resta arrebossat, que en els emmarcaments simula carreus. En les línies de diferenciació de pisos, bandes de rajoles vidriades formant dibuixos geomètrics.